# Joseph Fiacre Olivier de Gérente
Pour les articles homonymes, voir Olivier (homonymie).
Joseph Fiacre Olivier de Gérente, né le 30 août 1744 à Mollans-sur-Ouvèze (province du Dauphiné, actuel département de la Drôme), mort le 21 juin 1837 à Travaillan (département du Vaucluse), est un homme politique de la Révolution française.

## Biographie

### Famille
Joseph Fiacre Olivier est gendarme de la garde du roi sous l'Ancien Régime. Il épouse en 1781 Marie Thérèse Peyre, originaire de Beaucaire. De leur union naît Hippolyte Olivier de Gérente, inspecteur des Eaux et Forêts, administrateur du domaine privé de Louis-Philippe Ier, et député du Vaucluse sous la monarchie de Juillet. 

### Mandat à la Législative
La France devient une monarchie constitutionnelle en application de la constitution du 3 septembre 1791. 
La monarchie prend fin à l'issue de la journée du 10 août 1792 : les bataillons de fédérés bretons et marseillais et les insurgés des faubourgs de Paris prennent le palais des Tuileries. Louis XVI est suspendu et incarcéré, avec sa famille, à la tour du Temple.  
Le 27 août 1792, Joseph Olivier de Gérente est élu député du département des Bouches-du-Rhône. 

### Mandat à la Convention
En septembre 1792, Joseph Olivier de Gérente est élu député du département de la Drôme, le troisième sur neuf, à la Convention nationale.  
Il siège sur les bancs de la Gironde. Lors du procès de Louis XVI, il vote « la détention et la déportation à la paix » et se prononce en faveur de l'appel au peuple et du sursis à l'exécution. En avril 1793, il vote en faveur de la mise en accusation de Jean-Paul Marat. Celui-ci le dénonce, un mois plus tard dans son journal, comme « membre de la faction des hommes d’État ». En mai, il vote en faveur du rétablissement de la Commission des Douze.  
Le 3 octobre 1793, après le rapport de Jean-Pierre-André Amar (député de l'Isère), membre du Comité de sûreté générale, Olivier de Gérente est décrété d'arrestation pour avoir signé la protestation contre les journées du 31 mai et du 2 juin. En floréal an II (mai 1794), son épouse Marie-Thérèse Peyre est arrêtée dans le cadre de l'affaire de la « mère de Dieu » et libérée en vendémiaire an III (septembre 1794). En brumaire (octobre), Olivier de Gérente, alors détenu à la maison d'arrêt des Anglaises, et dix-neuf de ses codétenus sont autorisés à rentrer à leur domicile pour des raisons de santé. En frimaire (décembre), tous les protestataires sont libérés et réintégrés à leur poste de député.  
Olivier de Gérente adhère à la réaction thermidorienne. En germinal an III (avril 1795), il est envoyé en mission dans les départements du Gard et de l'Hérault. En messidor (juin), aux côtés de Jean-Pierre Chazal (député du Gard), il est envoyé dans les départements de l'Hérault et de la Lozère.  
En germinal an III (avril 1795), Olivier de Gérente est envoyé en mission dans les départements du Gard et de l'Hérault. Entre messidor an III et vendémiaire an IV (entre juin et octobre 1795), il est envoyé dans les départements de l'Hérault et de la Lozère aux côtés de Jean-Pierre Chazal.

### Sous leDirectoire
Olivier de Gérente est réélu député, au Conseil des Anciens aux élections de l'an IV (octobre 1795). En prairial an IV (mai 1796), il est secrétaire aux côtés de Lacuée, de Malleville et de Picot sous la présidence de Lebrun. En brumaire an V (novembre 1796), il est élu membre de la commission des inspecteurs aux côtés d'Alquier, d'Auguis, de Dumas et de Regnier. Il sort du Conseil par tirage en prairial an V (mai 1797). 
Olivier de Gérente est reçu baron par lettres patentes du 8 avril 1813. En mai 1815, alors qu'il est inspecteur des forêts, il est élu député du Vaucluse à la Chambre des Cent-Jours par le collège électoral du département. 

## Fonctions
- Député de la Drôme à l'Assemblée législative (1791-1792) (5 septembre 1792) ;
- Député des Bouches-du-Rhône puis de Vaucluse à la Convention nationale (exclu après le 31 mai 1793, rappelé le 18 frimaire an III (8 décembre 1794)) ;
- Député de la Drôme au Conseil des Anciens (an IV) :
  - Secrétaire du conseil le 1er prairial an IV (20 mai 1796) ;
- Membre du collège électoral de Vaucluse ;
- Député du département de Vaucluse (département) à la Chambre des représentants (13 mai 1815).

## Titres
- Baron de l'Empire par lettres patentes du 8 avril 1813.

## Armoiries
« De sable au rocher de trois coupeaux d'argent mouvant de la pointe, sommé d'un olivier au naturel, surmonté d'une étoile d'or, posée au deuxième point du chef ; au canton des barons membres du collège électoral. »